# Future Kid Takara
『Future Kid Takara』（フューチャーキッドタカラ）は、 STUDIO4℃による日本のショートアニメーション。全11話、それぞれ約5分のエピソードで構成される。地球温暖化がテーマとなっており、2025年9月25日に大阪・関西万博にてプレミア公開された後、学校教材として使用予定。

## 概要
制作のきっかけは、STUDIO4℃の社長である田中栄子が2021年放送のNHKスペシャル『2030 未来への分岐点』を視聴し、気象危機への取り組みに共感したことであった。本作は環境問題を子供たちに伝えることを目的としており、本作の制作に携わったNHKエンタープライズのプロデューサー・堅達京子は「ワクワクするアニメに、今の地球で起きている異常気象や気候危機解決への取り組みを紹介する映像を組み合わせた、ユニークでインパクトのある作品が生まれました」とコメントしている。
2023年に本作の制作が発表された際には、長編アニメーション映画として公開予定と予告されていた。その後Kickstarterにてクラウドファンディングが行われ、2025年3月にショートアニメとして公開されることが発表された。

## ストーリー
2100年後の未来から来た少年・タカラが、現代を生きる少女・サラと出会う。二人は地球温暖化の影響が出ている世界中の様々な場所を目にし、気象危機の解決への決意を固める。

## キャスト
出典 - 
- タカラ - 梶裕貴
- サラ - 吉田帆乃華

## スタッフ
出典 - 
- 監督 - 佐野雄太
- キャラクター原案 - 木村真二
- 脚本 - 小原信治
- プロデューサー - 長谷川舜
- 企画プロデューサー - 堅達京子、田中栄子
- ロゴデザイン - 太刀川英輔
- 科学監修 - 江守正多
- 教育監修 - 阿部治
- アニメーション制作 - STUDIO4℃
- 企画・制作 - Beyond C.